# Icterus cucullatus
Icterus cucullatus là một loài chim trong họ Icteridae.